# 화살머리고지 전투 (1952년)
화살머리고지 전투는 프랑스 대대가 1952년 10월 6일일부터 10월 10일까지 철원 서북방 281고지를 방어 중 중공군과 치른 전투이다.

## 결과
프랑스 대대는 많은 병력이 손해를 입으면서 이 고지를 끝까지 확보함으로써 중공군의 의지를 꺾을 수 있었으며, 우측의 국군의 백마고지 방어에도 크게 기여하였다. . 프랑스 대대는 전사 47명 부상 144명이라는 손실을 입으면서 고지를 사수했다. 중공군은 5천여 명의 전사자와 7천여 명의 부상자를 냈다.

## 기타
화살머리고지 전투에도 참전했던 프랑스군 출신 장 르우(Jean Le Houx) 참전용사가 2017년 11월 2일 강원도 철원군 비무장지대(DMZ) 화살머리고지 인근 프랑스군 참전비 근처에 안장되었다.

## 같이 보기
- 백마고지 전투
- 프랑스 대대
- 화살머리고지 전투 (1953년)